# Graham King
Graham King (Londra, 19 dicembre 1961) è un produttore cinematografico britannico.
È conosciuto principalmente per aver vinto il premio Oscar 2007 nella categoria miglior film con il film The Departed - Il bene e il male, diretto da Martin Scorsese e per aver prodotto il film biografico sui Queen, Bohemian Rapsody. Nel 2022 viene annunciato che produrrà "Michael", film biografico dedicato alla vita di Michael Jackson.
È il presidente e l'amministratore delegato di due case di produzione cinematografiche, la Initial Entertainment Group e la GK Films.
Nel 2009 è stato nominato Ufficiale dell'Ordine dell'Impero Britannico "per i suoi servizi per l'industria cinematografica britannica negli Stati Uniti e Regno Unito".

## Filmografia

### Cinema
- Ping!, regia di Chris Baugh (2000)
- Il dottor T e le donne (Dr. T and the Women), regia di Robert Altman (2000)
- Traffic, regia di Steven Soderbergh (2000)
- Alì, regia di Michael Mann (2001)
- The Dangerous Lives of Altar Boys, regia di Peter Care (2002)
- Desert Saints, regia di Richard Greenberg (2002)
- Gangs of New York, regia di Martin Scorsese (2002)
- The Aviator, regia di Martin Scorsese (2004)
- La storia di Jack & Rose (The Ballad of Jack and Rose), regia di Rebecca Miller (2005)
- Il vento del perdono (An Unfinished Life), regia di Lasse Hallström (2005)
- The Departed - Il bene e il male (The Departed), regia di Martin Scorsese (2006)
- Blood Diamond - Diamanti di sangue (Blood Diamond), regia di Edward Zwick (2006)
- First Born, regia di Isaac Webb (2007)
- Next, regia di Lee Tamahori (2007)
- Gardener of Eden - Il giustiziere senza legge (Gardener of Eden), regia di Kevin Connolly (2007)
- The Young Victoria, regia di Jean-Marc Vallée (2009)
- Fuori controllo (Edge of Darkness), regia di Martin Campbell (2010)
- The Town, regia di Ben Affleck (2010)
- London Boulevard, regia di William Monahan (2010)
- The Tourist, regia di Florian Henckel von Donnersmarck (2010)
- Rango, regia di Gore Verbinski (2011)
- Hugo Cabret (Hugo), regia di Martin Scorsese (2011)
- The Rum Diary - Cronache di una passione (The Rum Diary), regia di Bruce Robinson (2011)
- Nella terra del sangue e del miele (In the Land of Blood and Honey), regia di Angelina Jolie (2011)
- Dark Shadows, regia di Tim Burton (2012)
- Argo, regia di Ben Affleck (2012)
- World War Z, regia di Marc Forster (2013)
- La quinta onda (The 5th Wave), regia di J Blakeson (2016)
- Allied - Un'ombra nascosta (Allied), regia di Robert Zemeckis (2016)
- Tomb Raider, regia di Roar Uthaug (2018)
- Bohemian Rhapsody, regia di Bryan Singer (2018)
- Michael, regia di Antoine Fuqua (2025)*

(*) film di prossima uscita

### Televisione
- Traffic, regia di Eric Bross e Stephen Hopkins – miniserie televisiva (2004)
- Camelot – serie TV, 10 episodi (2011)